# سندرم دویک
سندروم دویک (به انگلیسی: Neuromyelitis optica) که به اختصار NMO نامیده می‌شود یک التهاب خودایمنی عصب بینایی و نخاع می‌باشد. در این بیماری التهاب و از بین رفتن میلین عصب بینایی و نخاع را به صورت راجعه داریم.
این بیماری شباهت زیادی به ام‌اس دارد و در موارد متعددی به اشتباه ام‌اس تشخیص داده می‌شود که همین یکی از عوامل تأخیر در درمان مؤثر بیماری می‌باشد. این بیماری بیشتر عصب چشم و نخاع را درگیر می‌کند. این بیماری دارای فراز و فرود است ولی پیش‌رونده نیست. عدم درمان به موقع بیماری می‌تواند به کوری و سپس فلج کامل بدن منتهی شود. به دلیل سرعت درگیری بالای این بیماری، این بیماری را خطرناک‌تر از ام‌اس می‌دانند. این بیماری درمان قطعی ندارد ولی چون عودکننده است و پیش‌رونده نیست، می‌توان تا حد بالایی جلوی آن را گرفت. سن ابتلا به این بیماری دیرتر از ام‌اس شروع می‌شود و اغلب افراد حدود سنی ۳۰ تا ۵۰ ساله را درگیر می‌کند.
شیوع بیماری در حد ام‌اس نیست و بیشتر زنان به آن مبتلا می‌شوند. بیشترین تعداد مبتلایان به دویک را می‌توان در آسیای شرقی یافت. بنابر آمار غیر رسمی در حدود ۳۰۰ تا ۴۰۰ ایرانی به آن مبتلا هستند.